# Dom Joaquim
Dom Joaquim est une municipalité brésilienne de l'État du Minas Gerais et la microrégion de Conceição do Mato Dentro.